# Kuwait en los Juegos Paralímpicos
Kuwait en los Juegos Paralímpicos está representado por el Comité Paralímpico de Kuwait, miembro del Comité Paralímpico Internacional.
Ha participado en 12 ediciones de los Juegos Paralímpicos de Verano, su primera presencia en estos Juegos tuvo lugar en Arnhem 1980. El país ha obtenido un total de 54 medallas en las ediciones de verano: 13 de oro, 18 de plata y 23 de bronce.
En los Juegos Paralímpicos de Invierno Kuwait no ha participado en ninguna edición.

## Medallero

### Por edición
Juegos Paralímpicos de Verano
| Evento                                | Oro | Plata | Bronce | Total |
| ------------------------------------- | --- | ----- | ------ | ----- |
| Arnhem 1980                           | 2   | 2     | 1      | 5     |
| Nueva York 1984 Stoke Mandeville 1984 | 1   | 3     | 4      | 8     |
| Seúl 1988                             | 5   | 5     | 7      | 17    |
| Barcelona 1992                        | 1   | 3     | 1      | 5     |
| Atlanta 1996                          | 1   | 1     | 1      | 3     |
| Sídney 2000                           | 0   | 1     | 4      | 5     |
| Atenas 2004                           | 1   | 2     | 3      | 6     |
| Pekín 2008                            | 0   | 0     | 0      | 0     |
| Londres 2012                          | 0   | 0     | 0      | 0     |
| Río de Janeiro 2016                   | 1   | 0     | 0      | 1     |
| Tokio 2020                            | 0   | 1     | 1      | 2     |
| París 2024                            | 1   | 0     | 1      | 2     |
| TOTAL                                 | 13  | 18    | 23     | 54    |

### Por deporte
Deportes de verano
| Evento                     | Oro | Plata | Bronce | Total |
| -------------------------- | --- | ----- | ------ | ----- |
| Atletismo                  | 13  | 16    | 18     | 47    |
| Esgrima en silla de ruedas | 0   | 1     | 2      | 3     |
| Halterofilia               | 0   | 0     | 1      | 1     |
| Natación                   | 0   | 1     | 2      | 3     |
| TOTAL                      | 13  | 18    | 23     | 54    |